# جاسم العيسى
جاسم العيسى (مواليد 29 مارس 1991) هو لاعب كرة قدم سعودي يلعب كلاعب وسط ومدافع.

## مسيرة اللاعب
لعب سابقاً في نادي العدالة ونادي الجيل ونادي النعيرية.

## روابط خارجية
- جاسم العيسى على موقع Soccerway.com (الإنجليزية)